# Concertul (film)
Concertul (Le concert) este un film de Radu Mihăileanu lansat în 2009. Filmul a avut premiera în Franța la 4 noiembrie 2009 și a fost primit cu entuziasm atât de presa de specialitate cât și de public. "Concertul" a fost cea mai vizionată premieră de pe marile ecrane din Franța, cu 2.508 spectatori.
Muzica din film are un rol central. Muzica din timpul scenei finale este Concertul pentru vioară în re major, op. 35 de Ceaikovski. 
Filmările au început la 23 mai 2008, în această producție apărând actori francezi, români (printre care Vlad Ivanov, Valentin Teodosiu, Ion Sapdaru, Ovidiu Cuncea) precum și actori ruși. Pelicula a fost produsă în România, în principal, și în câteva locații din Paris și Moscova.

## Synopsis
Andrei Filipov, fost dirijor al orchestrei renumitului Teatru Balșoi din Moscova, care a fost înlăturat din funcție pe vremea lui Brejnev și ajuns om de serviciu, interceptează un fax trimis de Théâtre du Chatelet din Paris. Se hotărăște să-și reunească prietenii, foști muzicieni, și să se substituie veritabilei orchestre a teatrului Balșoi pentru o reprezentație excepțională la Paris. Subiectul este o fantezie comică.

## Distribuție
- Aleksei Guskov : Andrei Filipov
- Mélanie Laurent : Anne-Marie Jacquet / Léa
- Dmitri Nazarov : Sacha Grossman
- Valeriy Barinov : Ivan Gavrilov
- François Berléand : Olivier Morne Duplessis
- Miou-Miou : Guylène de La Rivière
- Lionel Abelanski : Jean-Paul Carrère
- Vlad Ivanov: Piotr Tretiakin
- Guillaume Gallienne: un critic de film
- Tatiana Rotari: femme Sacha

## Premii
- Premiul publicului la Festivalul francofon Cinemania, 2009